# Harald Bohr
Harald August Bohr (Koppenhága, 1887. április 22. – Gentofte, 1951. január 22.) dán matematikus, fizikus, olimpiai ezüstérmes labdarúgó.

## Életpálya
Niels Bohr fiatalabb testvére. A Koppenhágai Egyetemen matematikát tanult. Kiváló sportoló. 1915-ben a koppenhágai Műszaki Intézet, 1930-tól a Koppenhágai Egyetemen matematikaprofesszora lett.

## Kutatási területei
Jelentős eredményeket ért el számelméleti kutatásaiban. Foglalkozott a Dirichlet-sorokkal, speciálisan a Riemann-féle zéta-függvény gyökeinek eloszlásával. Ő alapozta meg a majdnem periodikus függvények elméletét.

## Írásai
Mindössze egyetlen közös publikációja volt fivérével, Niels Bohrral.

## Labdarúgás
16 éves korában szélső játékosként mutatkozott be az Akademisk Boldklub színeiben. Egyetemi évei alatt bátyjával, Niels Bohrral – kapus volt – együtt játszott. Angliában az V., az 1908. évi nyári olimpiai játékok első hivatalos labdarúgó tornáján pályára lépő labdarúgó, a dán labdarúgó-válogatott tagja. A Franciaország B – Dánia mérkőzésen – ez volt Dánia első hivatalos mérkőzése – kettő góllal járult hozzá a győzelemhez. Játszott az elődöntőben, ahol az elért gólaránnyal (17:1) ma is tartják az olimpiai csúcsot. Az olimpiai válogatottal – korában, még nemzeti válogatott – ezüstérmet szerzett.
| Időpont           | Helyszín                        | Mérkőzés típusa   | Mérkőzés              | Eredmény | Nézők száma |
| ----------------- | ------------------------------- | ----------------- | --------------------- | -------- | ----------- |
| 1908. október 19. | White City Stadion, London      | egyik negyeddöntő | Franciaország B–Dánia | 0 : 9    | 2 000       |
| 1908. október 20. | Shepherd's Bush Stadion, London | egyik elődöntő    | Franciaország A–Dánia | 1 : 17   | 1 000       |
| 1908. október 24. | White City Stadion, London      | döntő             | Nagy-Britannia–Dánia  | 2 : 0    | 8 000       |

Az olimpiai játékok után elősegítette, hogy a válogatott további mérkőzéseket játsszon, 1910-ben egy angliai amatőr csapat ellen győztes (2:1) találkozót játszottak. Doktori disszertációjának megvédésén matematikus labdarúgók képezték a hallgatóságot.